# Fraignot-et-Vesvrotte
Fraignot-et-Vesvrotte é uma comuna francesa na região administrativa da Borgonha-Franco-Condado, no departamento de Côte-d'Or. Estende-se por uma área de 12,67 km². Em 2010 a comuna tinha 66 habitantes (densidade: 5,2 hab./km²).